# Постников, Александр Михайлович
Александр Михайлович Постников (1886—1937) — советский военный и хозяйственный деятель, член РВС СССР.

## Биография
Получил среднее образование, член РКП(б) с 1919. С 3 мая 1927 до 1 августа 1930 член Реввоенсовета СССР. Затем заместитель наркома путей сообщения СССР. Проживал в Москве по улице Горького, дом 20, квартира 29. Арестован 31 мая 1937. Осужден Военной коллегией Верховного суда СССР по обвинению во вредительстве и участии в антисоветской правотроцкистской шпионской организации на железнодорожном транспорте. Приговорён к расстрелу 26 ноября 1937, приговор приведён в исполнение	в тот же день. Реабилитирован посмертно 15 декабря 1956 определением Военной коллегии Верховного суда СССР.
Жена — Ольга Владимировна Третьякова (1900 г.р.), актриса немого кино. Умерла в лагере.